# Humankind (singolo)
Humankind è un singolo del gruppo musicale britannico Coldplay, pubblicato il 16 settembre 2022 come settimo estratto dal nono album in studio Music of the Spheres.

## Video musicale
Il video, diretto da Stevie Rae Gibbs e James Marcus Haney, è stato girato durante un'esibizione del gruppo al Foro Sol del Music of the Spheres World Tour ed è stato diffuso tramite YouTube il 17 agosto 2022.

## Formazione
Gruppo
- Chris Martin – voce, tastiera, chitarra
- Jonny Buckland – chitarra
- Guy Berryman – basso
- Will Champion – batteria, cori, percussioni

Altri musicisti
- Daniel Green – programmazione, tastiera
- Federico Vindver – tastiera
- For Love Choir – voce e arrangiamento vocale
- Max Martin – programmazione, tastiera
- Oscar Holter – programmazione, tastiera
- Jon Hopkins – programmazione, tastiera
- Stephen Fry – voce aggiuntiva
- Moses Martin – voce aggiuntiva
- Cherif Hashizume – programmazione aggiuntiva

Produzione
- Max Martin – produzione
- Oscar Holter – produzione
- Bill Rahko – produzione, ingegneria del suono
- Michael Ilbert – ingegneria del suono
- Șerban Ghenea – missaggio
- John Hanes – assistenza al missaggio
- Randy Merrill – mastering
- Daniel Green – produzione aggiuntiva
- Rik Simpson – produzione aggiuntiva
- Jon Hopkins – produzione aggiuntiva

## Classifiche
| Classifica (2021-22)             | Posizione massima |
| -------------------------------- | ----------------- |
| Belgio (Fiandre)                 | 8                 |
| Belgio (Vallonia)                | 48                |
| Stati Uniti (rock & alternative) | 47                |